# عندما عشت في العصر الحديث
عندما عشت في العصر الحديث (بالإنجليزية: When I Lived in Modern Times)‏ هي رواية للكاتبة ليندا غرانت. فازت بجائزة المرأة للخيال في عام 2000. بعد منح الجائزة، اتُهمت الكاتبة بالسرقة الأدبية. ولكن تبين أن الاتهامات كانت غير مُبنية على أساس، حيث تم استشهاد بالمراجع المعنية والتي وافق الناشر الأصلي على استخدامها.

## المحتوي
الرواية تتبع قصة امرأة يهودية شابة من لندن تهاجر إلى إسرائيل في المستقبل في عام 1946 وتعيش تجربة ولادة الدولة. تقضي بعض الوقت في كيبوتس ثم تنتقل إلى تل أبيب.